# Bioglio

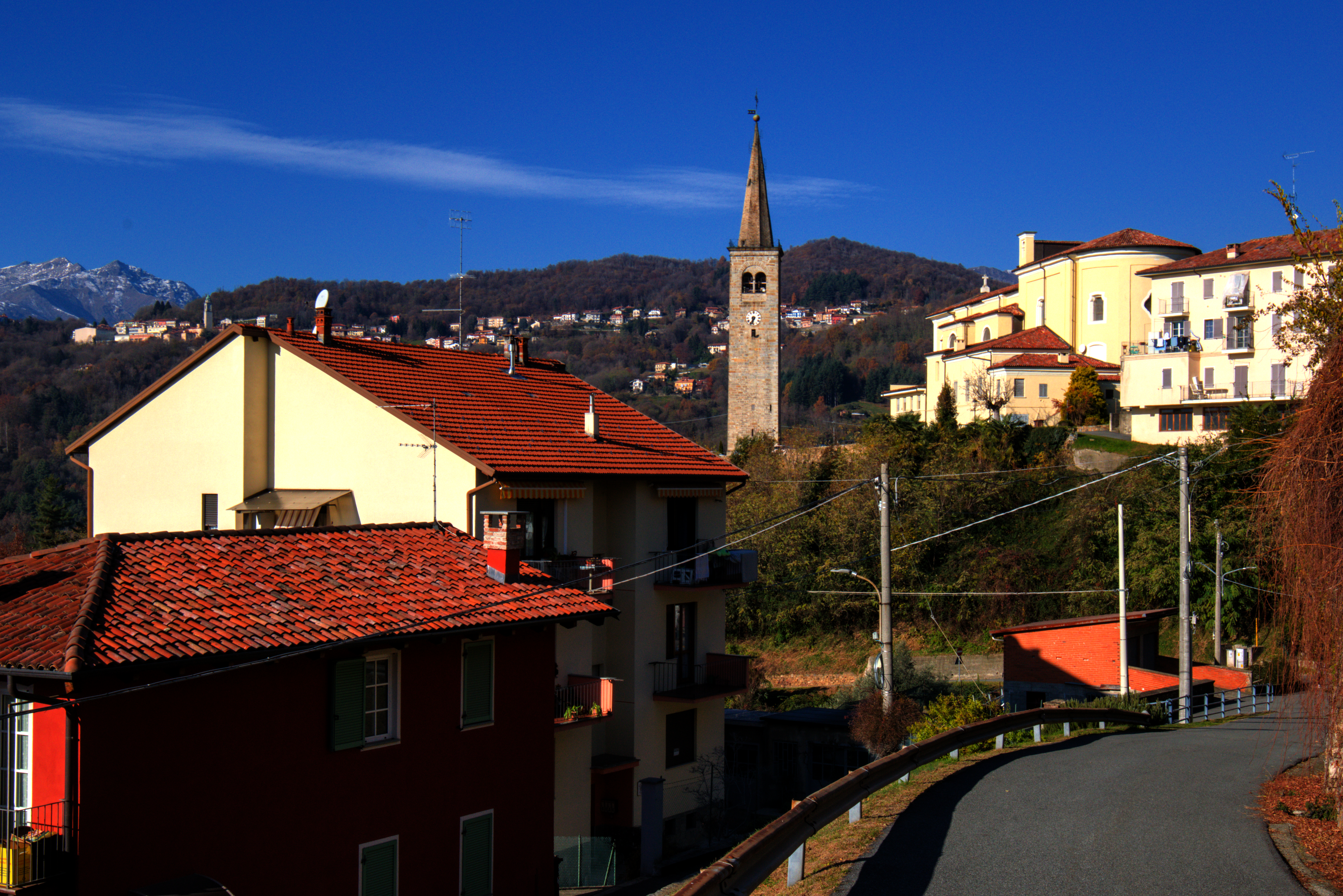
Campanile della Parrocchiale di Santa Maria Assunta

Bioglio (Bioj in piemontese) è un comune italiano di 902 abitanti della provincia di Biella in Piemonte.

## Geografia fisica
Il comune di Bioglio è situato nel Biellese centrale; la quota altimetrica varia dai 350 metri circa che si toccano nei pressi della frazione Selva agli 889 metri del Monte Rovella. 
Ai piedi di questo rilievo in frazione Banchette si trova il santuario omonimo.
Fa inoltre parte del comune un'isola amministrativa montana in Valle Sessera che comprende tra l'altro la Cima dell'Asnas.
- Classificazione sismica: zona 4 (sismicità molto bassa)[5]

## Origini del nome
Il nome del comune deriva da betelleus, un aggettivo connesso alla betulla, forse nella sua forma medioevale di bedolius, il cui significato è luogo delle betulle. In piemontese la biola è la betulla.

## Storia
Nel 1964 cedette la borgata Pianezze al comune di Camandona.

### Simboli
Lo stemma comunale è uno scudo d'argento, alla betulla sradicata al naturale. È stato concesso con il D.P.R. n. 3150 del 13 ottobre 1977.

## Società

### Evoluzione demografica
Abitanti censiti

## Amministrazione

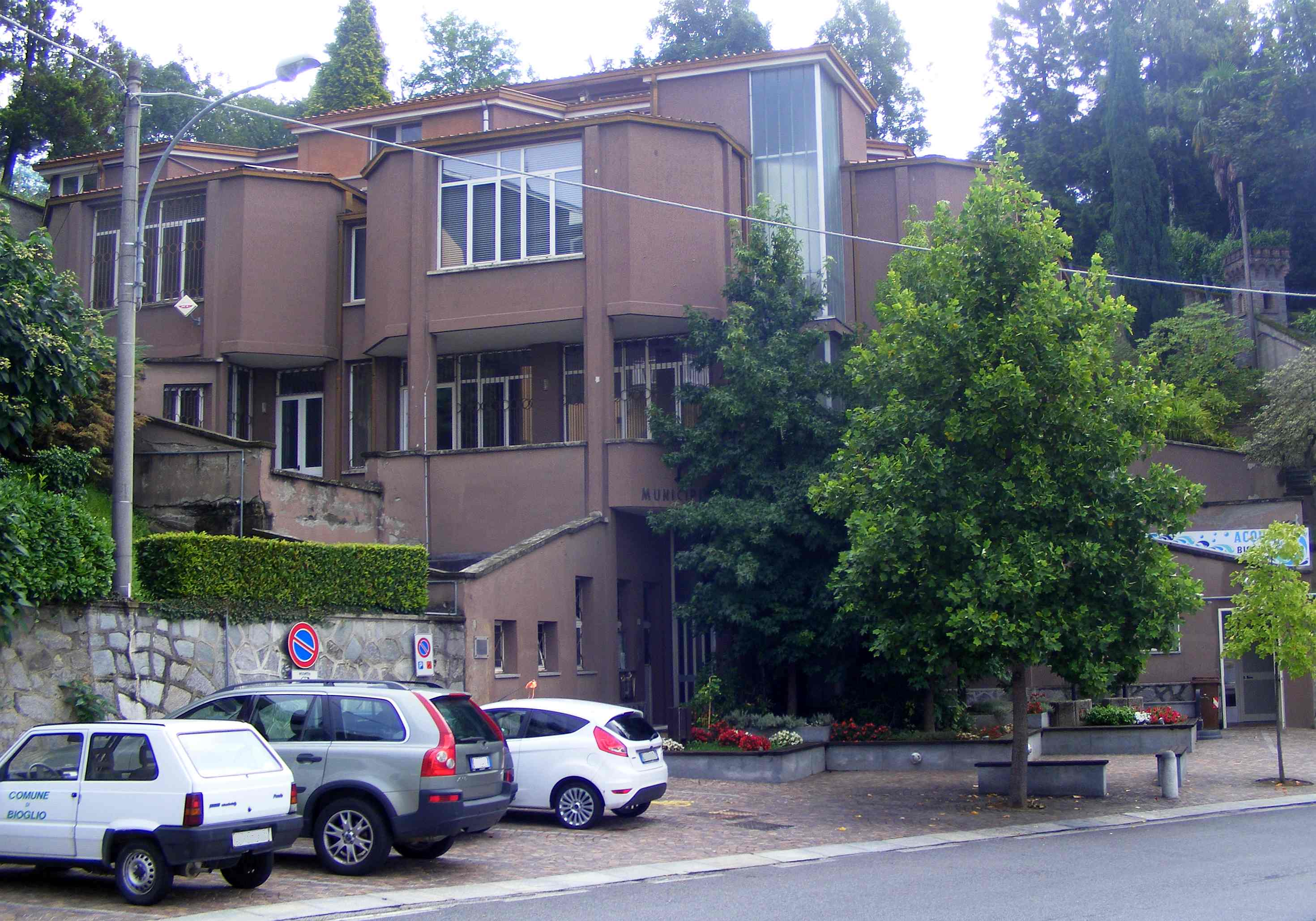
Il municipio

| Periodo | Periodo   | Primo cittadino | Partito                 | Carica  | Note        |
| ------- | --------- | --------------- | ----------------------- | ------- | ----------- |
| 2004    | 2009      | Gianni Fusaro   | lista civica            | Sindaco |             |
| 2009    | 2014      | Stefano Ceffa   | lista civica La betulla | Sindaco |             |
| 2014    | 2019      | Stefano Ceffa   | lista civica La betulla | Sindaco | II mandato  |
| 2019    | in carica | Stefano Ceffa   | lista civica La betulla | Sindaco | III mandato |

### Altre informazioni amministrative
Il comune ha fatto parte della Comunità montana Val Sessera, Valle di Mosso e Prealpi Biellesi, mentre fino al 2010 apparteneva alla Comunità montana Valle di Mosso, abolita in seguito all'accorpamento disposto dalla Regione Piemonte nel 2009.

## Galleria d'immagini

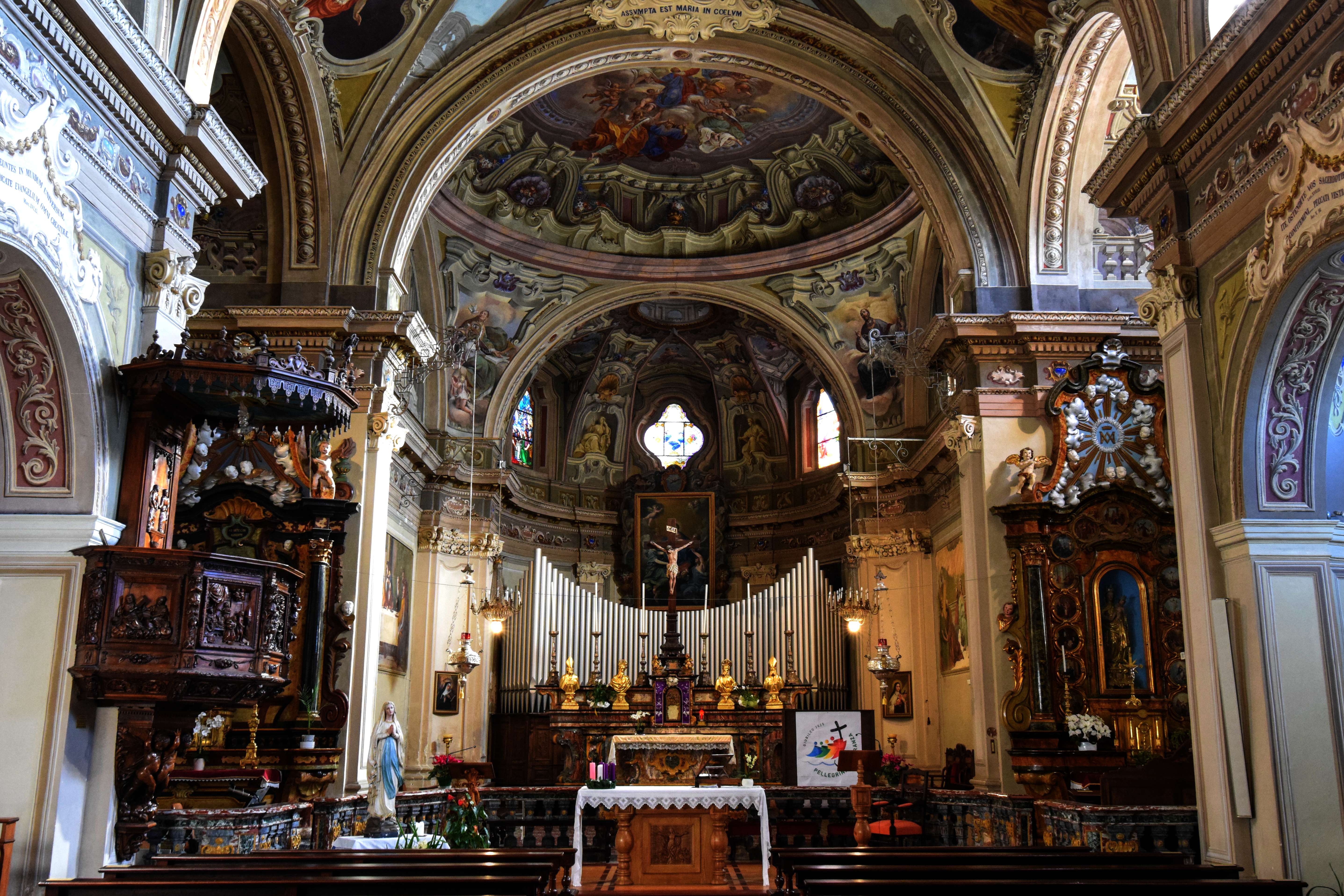
Interno della Parrocchiale di Santa Maria Assunta